# سپاه بهداشت

اصل هفتم… انقلاب سفید ایجاد سپاه بهداشت در کشور بود. فلسفه ایجاد سپاه بهداشت در حقیقت همان فلسفه اعلام اصلاحات ارضی بود که کار خود را در سال۲۰ بهمن ۱۳۴۲ خورشیدی آغاز کرد. در درازای نخست وزیری اسدالله علم اصل هفتم به تحقق پیوست. مردان و زنان سپاهی بهداشت وظیفه توزیع عادلانه پزشک و خدمات پزشکی را در کشور به عهده داشتند.
در سیستم ارباب رعیتی کشاورزان و روستاییان نه تنها از دیدگاه انسانی اقتصادی بلکه از جهت سواد بهداشت محروم بودند. روستاییان به سبب کمبود ابتدایی‌ترین تجهیزات بهداشتی با بسیاری بیماریها دست به گریبان بودند. شمار مرگ و میرها به سبب بدی تغذیه، مسکن، کار و بهداشت بسیار بالا بود. این مشکل تنها از راه ایجاد سپاه بهداشت قابل حل بودو در چهار چوب انقلاب سفید و اعلام اصل هفتم ان که در آن از همه پزشکان دندانپزشکان و دامپزشکان (برای تکمیل کادر درمانی) داروسازان و متخصصان علوم آزمایشگاهی (برای تکمیل کادر دارویی و آزمایشگاهی) لیسانسیه‌ها (جهت ایجاد کادر اموزش بهداشت در روستاها و دیپلمه‌ها (جهت ایجاد کادر کمک پزشکی و خدمات پزشکی و بهسازی روستاها) که به خدمت زیر پرچم در نیروهای مسلح شاهنشاهی دعوت شده بودند خواسته شد تا خدمات پزشکی و بهداشتی روستاها را بر عهده بگیرند.
دختران و پسران ایران دیپلمه، لیسانسیه، فوق لیسانس و آنهایی که دارای درجه دکترا چه در رشته‌های پزشکی یا رشته‌های دیگر بودند و خدمت زیر پرچم را می بایستی انجام دهند، پس از یک دوره کار آموزی چهار ماهه بین این سه سپاه دانش، سپاه بهداشت و سپاه ترویج و آبادانی تقسیم می‌شوند. اینها سرمایه‌های گرانبهای کشور هستند که در چهارچوب منشور انقلاب سفید و امکانات ان، چهره روستا و روستاییان و ایران را تغییر می دهند.
هزینه دوره آموزشی یا هزینه حقوق و مزایای کادر آموزشی از بودجه وزارت جنگ و هزینه وسایل پزشکی و آزمایشگاهی از بودجه عمرانی کشور تأمین می‌شود. مراکز آموزشی نظامی هر دو از 
کار این سپاه با ۶۰ گروه پزشکی در سال ۱۳۴۴ آغاز شد و تا ۱۳۵۵ خورشیدی در حدود ۱۲۰۰۰ پسر بیش از ۱۰۰۰۰ دختر پزشک و لیسانسیه و دیپلمه برای انجام دوره سربازی خود در سپاه بهداشت آموزش یافتند.
پس از هشت سال که از آغاز خدمت سپاه بهداشت گذشته بود شمار روستاییانی که از خدمات بهداشتی و درمانی استفاده می‌کردند از یک میلیون به هشت میلیون رسید پیروزی و کار سپاه بهداشت چنان شایان بود که در سال ۱۳۵۲ دولت بر آن شد که سازمان سپاه بهداشت و مراکز بهداشتی و درمانی روستاها ایجاد گردد. در سال ۱۳۵۶ سازمان سپاه بهداشت و مراکز بهداشتی و درمانی روستاها ۱۴۲۲ مرکز در روستاهای ایران داشت که در آن بیش از ۱۲۹۰ پزشک در دور دست‌ترین دهات کشور به خدمت مشغول بودند. این سازمان هم چنین چهارصد آزمایشگاه پزشکی و شمار زیادی درمانگاه ثابت و سیار در اختیار داشت.

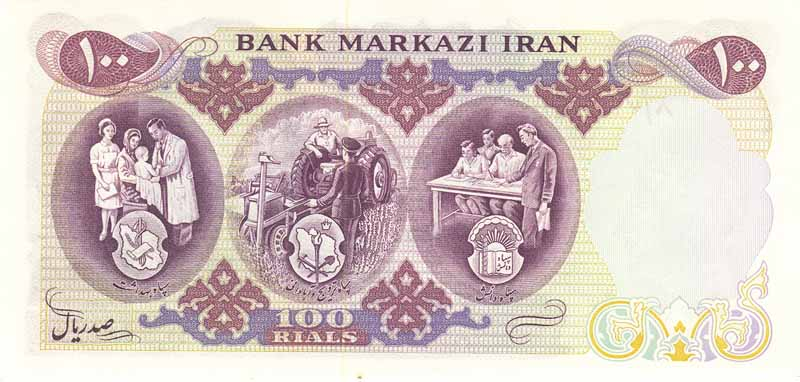
صد ریالی - پشت اسکناس تصویر یادبود  سپاه بهداشت (تصویر سمت چپ).

کوشش سه سپاه سپاه دانش، سپاه بهداشت و سپاه ترویج و آبادانی سبب شتاب در همه برنامه‌های عمرانی شد و ایران از شمار کشورهای عقب مانده در شمار کشورهای پیشرفته در آید. سپاه بهداشت غوغا و شور بسیاری بر انگیخت و برنامه بعدی این بود که به وسیله ماهواره‌هایی یک شبکه درمانی به وجود آورده شود که هر پزشک ساده به تواند با پزشکان متخصص در تهران و دیگر شهرهای بزرگ تماس بگیرد. با خرید و استفاده از این ماهواره‌ها و اجرای برنامه‌هایی که در پیش بود برای ایران ۳۰ میلیارد دلار هزینه بر می داشت و مدرنترین شبکه مخابراتی دنیا در سراسر کشور ایران نصب و بهره‌برداری می شد.. در ادامه این برنامه سپاه دانش با استفاده از تجهیزات نصب شده در ایران نیز از کلاسهای درسی از راه دور می‌توانستند استفاده کنند که امروزه ان را پزشکی از راه دور و آموزش از راه دور می نامیم.
قانون ایجاد سپاه بهداشت که دارای هشت ماده و یک تبصره است در جلسه روز یکشنبه بیستم بهمن ماه یک هزار و سیصد و چهل و دو به تصویب مجلس شورای ملی به ریاست مهندس عبدالله ریاضی رسید و هم چنین این قانون در جلسه روز ۷ اردیبهشت ۱۳۴۳ به تصویب مجلس سنا رسید.

## نتایج
نتایج به دست آمده از سپاه بهداشت قابل توجه و امیدوارکننده بوده است. اهمیت آن نه تنها به عنوان معیاری برای تأمین نیازهای بهداشتی و پزشکی امروز، یا به عنوان ابزاری برای رفع نیاز حیاتی جامعه جدیدی که در حال شکل‌گیری در جوامع روستایی ماست، محسوب می‌شود، بلکه روشی نوین در بهره‌برداری از نیروی انسانی پزشکی و توزیع بهینه‌تر آن نیز به‌شمار می‌آید.

### استقبال مردم و تأثیرات مثبت
در عمل، سپاه بهداشت با استقبال بسیار گرم ساکنان مناطق روستایی کشور مواجه شد. این برنامه ملی نه تنها الگوی بهداشتی این افراد را به‌طور قابل توجهی تغییر داده، بلکه آنان را به مشارکت و همکاری در تلاش برای بهبود وضعیت تشویق کرده است؛ به لطف این همکاری، سپاه بهداشت گام‌های بلندی در راستای بهبود بهداشت محیط و وضعیت بهداشتی روستاها برداشته است. این سپاه بیداری تازه‌ای در میان جمعیت روستایی ایجاد نموده و افق‌های جدیدی را به کشاورزان ایران نشان داده است؛ افق‌هایی که آنان را بر آن داشته تا برای آینده اجتماعی و اقتصادی خود سخت‌تر تلاش کنند.

### تداوم خدمت و تأثیر بر مهاجرت
هر ساله پس از پایان دوره خدمت در سپاه بهداشت، تعدادی از پزشکان درخواست می‌کنند تا یک یا دو سال دیگر در همان مکان یا مناطق مشابه خدمت کنند. تعداد این درخواست‌ها به‌طور قابل توجهی افزایش یافته است. به عنوان مثال، از میان ۴۰۰ نیروی جذب شده دو سال پیش، حدود ۱۶۸ نفر درخواست کرده‌اند که آیا امکان ادامه خدمت برای دو سال دیگر وجود دارد. این امر سازمان را قادر می‌سازد تا هر ساله به مناطق دورافتاده‌تر حرکت کرده و واحدهای بهداشتی روستایی دائمی‌ای را تاسیس کند که در آینده توسط وزارت بهداشت اداره شده و توسط افراد سابق سپاه خدمت می‌شوند.

### جلوگیری از فرار مغزها و تأثیرات آموزشی
ارزش و مزایای این پدیده تنها در گسترش خدمات بهداشتی روستایی محدود نمی‌شود، که خود برای کشوری مانند ایران اهمیت حیاتی دارد. نکات دیگری نیز وجود دارد؛ به عنوان مثال، وقتی یک فارغ‌التحصیل جوان به هر دلیلی خود را برای دو سال یا بیشتر به کار بهداشت روستایی اختصاص می‌دهد، به طور طبیعی امکانات مهاجرت به کشورهای خارجی کاهش یافته و در نهایت از ایده مهاجرت منصرف می‌شود. از این رو انتظار می‌رود که سپاه سلامت در بلندمدت، همراه با سایر دستگاه‌های ملی، به عنوان ابزاری برای جلوگیری از «فرار مغزها»، که در سال‌های اخیر به یک مشکل جدی ملی تبدیل شده، عمل کند. یکی دیگر از مزایای ذاتی برنامه سپاه بهداشت، تأثیر آن به عنوان آزمایشگاهی آموزشی برای کسب تجربه میدانی در مناطق روستایی است. برنامه درسی پزشکی در مدارس ما در این زمینه کاستی‌هایی دارد؛ عملاً هیچ یک از مدارس پزشکی تاکنون موفق به توسعه برنامه‌های کارآموزی یا کارورزی روستایی نشده‌اند. برنامه سپاه بهداشت به‌طور مستقیم این کاستی را جبران می‌کند، به‌طوری که فارغ‌التحصیلان جوان پزشکی برای مدت ۱۸ ماه در زمینه مراقبت‌های سرپایی و کنترل بیماری‌های عفونی فعالیت کرده و در چندین کمپین جمعی در مناطق روستایی شرکت می‌کنند.

### همکاری با موسسات آموزشی و بهبود خدمات پزشکی
در نهایت، در بحث مزایا و تأثیرات سپاه بهداشت در کشور، باید به تحولات جدیدی که در ارتباط با برخی مدارس پزشکی و دانشکده بهداشت عمومی رخ می‌دهد نیز توجه کرد. به عنوان مثال، دانشکده پزشکی دانشگاه پهلوی در شیراز از طریق برنامه پزشکی روستایی خود، نظارت فنی و حرفه‌ای خود را بر واحدهای سپاه سلامت که در سطح روستا فعالیت می‌کنند، گسترش داده است. همچنین بیمارستان‌های کوچکتر آموزشی واقع در منطقه متصل به بیمارستان‌های دانشگاهی شیراز نیز در این شبکه شرکت دارند. این شبکه مراقبت‌های پزشکی، کیفیت عملکرد در واحدهای سپاه بهداشت را بهبود می‌بخشد، شغل را جذاب‌تر می‌کند و خدمات پزشکی گسترده‌تری را برای کسانی که نیاز به تشخیص و خدمات تخصصی بیشتری دارند، فراهم می‌آورد. بدیهی است که این شبکه باعث ایجاد تبادل دوطرفه دانش و تجربه خواهد شد.